# Some Time in New York City
Some Time in New York City – trzeci z kolei solowy album Johna Lennona, a piąty wydany wraz z Yoko Ono. Płytę wydano 12 czerwca 1972 w Stanach Zjednoczonych, a w Wielkiej Brytanii ukazała się 15 września tego samego roku. Producentem byli Lennon, Ono oraz Phil Spector. Wydaniem zajęły się firmy EMI oraz Apple.

## Kontekst powstawania
John i Yoko przeprowadzili się z podlondyńskiego Ascott do Nowego Jorku we wrześniu 1971 roku i zamieszkali w Greenwich Village (w zachodniej części Manhattanu). Spotkali się tam z agresywną polityką władz amerykańskich w stosunku do nich. W tamtym okresie zaczęli się kontaktować z aktywistami społecznymi, opowiadali się przeciwko brutalnemu stłumieniu buntu w więzieniu Attica Correctional Facility (31 osób zginęło) oraz przetrzymywaniu w areszcie Angeli Davis (czarnoskórej działaczki komunistycznej). Wszystkie te sprawy doprowadziły do tego, że FBI zaczęła interesować się działalnością Lennona i założyła mu w swoich archiwach teczkę, aby doprowadzić do jego deportacji. John i Yoko byli śledzeni przez agentów, a każdy ich ruch był odnotowywany.

## Prace nad albumem i wydanie
Wydarzenia te spowodowały, że John i Yoko postanowili nagrać nowy album będący protestem przeciwko krzywdzeniu ludzi przez amerykańskie władze. W tym celu wynajął grupę Elephant's Memory i perkusistę sesyjnego Jima Keltnera, aby wspomagali ich muzycznie. Współproducentem został Phil Spector, który pracował z Lennonem jeszcze za czasów Let It Be i przy jego wszystkich poprzednich albumach solowych. Prace trwały od późnego roku 1971 do trzeciej rocznicy ślubu Lennonów (20 marca 1972).
Poza studyjną wersją albumu, dodano do niego także drugi dysk, zawierający zapis dwóch występów. Pierwszy z nich, to charytatywny koncert dla UNICEFu, który odbył się 15 grudnia 1969 roku w Londynie, w którym, poza Johnem i Yoko, uczestniczyli Eric Clapton, George Harrison i Keith Moon. Podczas koncertu zagrano dwa utwory: "Cold Turkey" i "Don't Worry Kyoko (Mummy's Only Looking for a Hand in the Snow)". Drugi występ zarejestrowano 6 czerwca 1971, kiedy to Lennonowie występowali wraz z Frankiem Zappą.
Okładka płyty była stylizowana na egzemplarz gazety. Umieszczono na niej teksty piosenek i zdjęcia (m.in. wspomnianej wcześniej Angeli Davis oraz nagich Mao Zedonga i Richarda Nixona w tanecznej pozie).
Po sporym sukcesie Imagine, John oczekiwał tego samego wobec nowego albumu. Nie trafił jednak w gusta fanów, którzy spodziewali się dzieła podobnego do poprzedniego. Płyta o silnej wymowie politycznej nie przyjęła się w środowisku muzycznym. Najwyższe pozycje na listach przebojów to 48. miejsce w USA i 11. w Wielkiej Brytanii. Brak komercyjnego sukcesu spowodował, że Lennon przestał tworzyć muzykę prawie na cały rok, aż do rozpoczęcia prac nad Mind Games.
W roku 2005 Some Time in New York City została zremiksowana i zremasterowana. Wyrzucono z niej piosenki nagrane z Frankiem Zappą, a w zamian dodano dwie bonusowe ścieżki. Album wydano w formie pojedynczej płyty CD.

## Lista utworów

### Płyta pierwsza
1. Woman Is the Nigger of the World (John Lennon/Yoko Ono) – 5:15
2. "Sisters O Sisters" (Yoko Ono) – 3:46
3. "Attica State" (John Lennon/Yoko Ono) – 2:54
4. "Born in a Prison" (Yoko Ono) – 4:03
5. "New York City" (John Lennon) – 4:30
6. "Sunday Bloody Sunday" (John Lennon/Yoko Ono) – 5:00
7. "The Luck of the Irish" (John Lennon/Yoko Ono) – 2:56
8. "John Sinclair" (John Lennon) – 3:28
9. "Angela" (John Lennon/Yoko Ono) – 4:06
10. "We're All Water" (Yoko Ono) – 7:11

### Płyta druga
1. Cold Turkey (John Lennon) – 8:35
2. "Don't Worry Kyoko" (Yoko Ono) – 16:01
utwory powyżej nagrane na charytatywnym koncercie dla UNICEFu w roku 1969
3. "Well (Baby Please Don't Go)" (Walter Ward) – 4:41
4. "Jamrag" (John Lennon/Yoko Ono) – 5:36
5. "Scumbag" (John Lennon/Yoko Ono/Frank Zappa) – 6:08
6. "Au" (John Lennon/Yoko Ono) – 6:23
utwory powyżej nagrane wraz z Frankiem Zappą i The Mothers of Invention w 1971 roku

### Reedycja CD z roku 2005
1. "Woman Is the Nigger of the World" (John Lennon/Yoko Ono) – 5:15
2. "Sisters O Sisters" (Yoko Ono) – 3:46
3. "Attica State" (John Lennon/Yoko Ono) – 2:52
4. "Born in a Prison" (Yoko Ono) – 4:04
5. "New York City" (John Lennon) – 4:29
6. "Sunday Bloody Sunday" (John Lennon/Yoko Ono) – 5:00
7. "The Luck of the Irish" (John Lennon/Yoko Ono) – 2:55
8. "John Sinclair" (John Lennon) – 3:26
9. "Angela" (John Lennon/Yoko Ono) – 4:06
10. "We're All Water" (Yoko Ono) – 5:18
11. "Cold Turkey (Live Jam)" (John Lennon) – 8:34
12. "Don't Worry Kyoko" (Yoko Ono) – 15:20
13. "Well (Baby Please Don't Go)" (Walter Ward) – 4:28

Ścieżki bonusowe:
1. "Listen the Snow is Falling" (Yoko Ono) (3:06)
2. "Happy Christmas (War is Over) (John Lennon/Yoko Ono) (3:34)

## Twórcy

### Płyta pierwsza
- John Lennon: gitary, śpiew
- Yoko Ono: perkusja, śpiew
- Klaus Voormann: gitara basowa
- Jim Keltner: perkusja, instr. perkusyjne
- Elephants Memory:
  - Stan Bronstein: skasofon, flet
  - Richard Frank Jr.: perkusja, instr. perkusyjne
  - Gary Van Scyoc: gitara basowa
  - Adam Ippolito: pianino, instr. klawiszowe
  - Wayne 'Tex' Gabriel: gitara

### Płyta druga

#### 15 grudnia 1969
- John Lennon: gitara, śpiew
- Yoko Ono: śpiew
- George Harrison: gitara
- Derek Claptoe: gitara
- Bilanica Donnie: gitara
- Raus Doorman: gitara basowa
- Kief Spoon: perkusja i instr. perkusyjne
- Dallas White: perkusja i instr. perkusyjne
- Jim Bordom: perkusja i instr. perkusyjne
- Billy Presstud: instr. klawiszowe, organy
- Bonnie Bramlett: instr. perkusyjne, śpiew
- Robbie Knees: saksofon
- Jim Price: trąbka

#### 6 czerwca 1971
- John Lennon: gitara, śpiew
- Yoko Ono: śpiew
- Frank Zappa: gitara, śpiew
- Mark Volman: śpiew
- Howard Kaylan: śpiew
- Ian Underwood: instr. dęte, instr. klawiszowe, śpiew
- Aynsley Dunbar: perkusja
- Klaus Voormann: gitara basowa, śpiew
- Jim Pons: gitara basowa, śpiew
- Bob Harris: instr. klawiszowe, śpiew
- Don Preston: syntezator Minimoog